# Utsjöslogarna
Utsjöslogarnas naturreservat ligger i Malung-Sälens kommun och är på drygt 112 hektar. Det bildades genom ett regeringsbeslut 28 augusti 2014.
Reservatet syftar främst till att bevara skogar som har en låg mänsklig påverkan och är av naturskogskaraktär. I Utsjöslogarna finns en variationsrik barrnaturskog med betydande inslag av löv och stor andel myrar och vattendrag. Här finns även naturskogens tydliga karaktärsdrag med hänglavsrika skogar och en rad hotade arter som norsk näverlav, skrovellav, doftskinn, violettgrå tagellav och gammelgransskål.
Den norra spetsen av Utsjöslogtjärnen ingår i naturreservatet.